# 東波特維爾 (加利福尼亞州)
東波特維爾（英語：East Porterville）是位於美國加利福尼亞州圖萊里縣的一個人口普查指定地區。

## 地理
東波特維爾的座標為36°03′22″N 118°59′02″W / 36.05611°N 118.98389°W，而該地最高點為海拔高度148米（即486英尺）。

## 人口
根據2010年美國人口普查的數據，東波特維爾的面積為7.767平方千米，當中陸地面積為7.720平方千米，而水域面積為0.047平方千米。當地共有人口7331人，而人口密度為每平方千米943人。